# Žan Rudolf
Žan Rudolf (né le 9 mai 1993 à Ljubljana) est un athlète slovène, spécialiste du 800 mètres.

## Biographie
Il détient le record national du 800 m.

## Palmarès
| Date | Compétition                       | Lieu     | Résultat | Épreuve   | Temps         |
| ---- | --------------------------------- | -------- | -------- | --------- | ------------- |
| 2011 | Championnats d'Europe juniors     | Tallinn  | 2e       | 800 m     | 1 min 47 s 73 |
| 2015 | Championnats d'Europe espoirs     | Tallinn  | 3e       | 800 m     | 1 min 48 s 47 |
| 2015 | Championnats des Balkans          | Pitești  | 1er      | 800 m     | 1 min 50 s 10 |
| 2017 | Championnats d'Europe par équipes | Tel Aviv | 1er      | 800 m     | 1 min 47 s 87 |
| 2017 | Championnats d'Europe par équipes | Tel Aviv | 1er      | 4 x 400 m | 3 min 08 s 56 |
| 2019 | Championnats des Balkans en salle | Istanbul | 4e       | 800 m     | 1 min 49 s 62 |
| 2019 | Championnats d'Europe par équipes | Varazdin | 2e       | 800 m     | 1 min 49 s 01 |

## Records
| Épreuve    | Épreuve      | Marque             | Lieu    | Date             |
| ---------- | ------------ | ------------------ | ------- | ---------------- |
| 800 mètres | En plein air | 1 min 46 s 00 (RN) | Velenje | 1er juillet 2015 |
| 800 mètres | En salle     | 1 min 46 s 96      | Linz    | 31 janvier 2013  |